# 836년

## 연호
- 당(唐) 개성(開成) 원년
- 일본(日本) 조와(承和) 3년

## 기년
- 당(唐) 문종(文宗) 10년
- 신라(新羅) 흥덕왕(興德王) 11년 / 희강왕(僖康王) 원년
- 발해(渤海) 대이진(大彝震) 7년

## 사건
- 신라, 흥덕왕이 조카 제륭에게 왕의 자리를 물려주고 세상을 떠남.
- 제륭이 왕의 자리에 오름.

## 탄생
- 사벌주(沙伐州)의 성주(城主) 아자개(阿慈介)

## 사망
- 신라(新羅)의 42대 국왕(國王) 흥덕왕(興德王)
- 신라(新羅)의 문신(文臣) 김균정(金均貞)